# Čaromskij AČ-30
Il Čaromskij AČ-30 fu un motore d'aviazione a ciclo diesel sviluppato dall'Unione Sovietica durante la seconda guerra mondiale. La prima versione sviluppata non fu prodotta poiché non rispondente alle specifiche e conseguentemente venne abbandonata al momento del trasferimento della fabbrica nel 1941, in seguito all'invasione tedesca. Nell'estate del 1942 la produzione, nella versione AČ-30B, fu ripresa e continuò fino al settembre del 1945 per rispondere alla domanda di motori a basso consumo per i bombardieri a lungo raggio sovietici, il Petlyakov Pe-8 ed il Yermolayev Yer-2, completando circa 1 500 unità.

## Storia
Lo AČ-30 derivava dal motore diesel turbocompresso sperimentale AN-1RTK il cui sviluppo era iniziato negli anni trenta. Ricevette la denominazione iniziale AD-5 nello Šaraška attiguo alla fabbrica (Zavod) N. 82 presso l'Aeroporto di Mosca-Tušino nel 1939. Alla fine dell'anno vennero costruiti cinque prototipi che passarono i test agli inizi del 1940. Furono approntate le linee per la produzione in serie nella Fabbrica N. 82 nel maggio 1940, ma questa fu rinviata al 1941, quando 45 unità, denominate M-30 furono completate. A causa dell'invasione tedesca, fu deciso di spostare la produzione presso una fabbrica vicino Charkiv, ma poi l'avvio venne nuovamente rimandato. L'M-30 si era rivelato non rispondente alle specifiche richieste poiché era inaffidabile alle altitudini elevate e in condizioni di freddo intenso. Infatti, non era in grado di raggiungere i giri previsti, soffriva di perdite d'olio e di guasti alle pompe dell'olio. Così la produzione fu cancellata nell'autunno del 1941 a causa dell'avanzata delle truppe tedesche.
La produzione fu ripresa nella fabbrica N. 500 nel giugno 1942 ed entro l'anno vennero costruiti trentadue motori. Contemporaneamente iniziò lo sviluppo di una versione sovralimentata con un secondo stadio di compressione, costituito da un compressore centrifugo ad azionamento meccanico, simile a quello che equipaggiava il motore Mikulin AM-38 e il Klimov M-105, dotato di interrefrigeratore. Questo modello, che aveva la sigla sperimentale AM-38, fu messo in produzione come M-30B. Trentacinque unità incomplete di M-30 furono modificate in M-30B nell'agosto del 1942 e ulteriori 34 unità di M-30B furono prodotte prima della fine dell'anno. Ma il motore AČ-30B, come era definita quest'ultima versione di serie, non fu messo in produzione in serie fino al 19 giugno 1943. Circa 1 450 AČ-30B furono costruiti fino al termine della produzione nel settembre 1945.
L'AČ-30B fu provato come motoreattore. Girò al banco con questa configurazione dal giugno 1944 fino al maggio 1945, ma non fu mai installato su di un aereo. La spinta sviluppata era di 8,56 kN, portando la potenza totale all'equivalente di 4 500 hp. L'impianto pesava 1 700 kg.

## Varianti
- AD-5, M-30, AČ-30 – dotata di quattro turbocompressori, con un peso di 1 200 kg e una potenza di 1 500 hp, e di cui furono costruiti circa 76 esemplari.
- M-30F – prototipo del 1942 con una potenza di 1 750 hp
- M-30B, AČ-30B – principale versione di serie con 1 450 esemplari costruiti.
- M-30D – versione potenziata per un aereo da supporto tattico con 2 000 hp. La fabbrica N. 500 ricevette l'ordine per questa versione, ma non ci sono altre informazioni in merito.
- M50-T – versione adattata dell'AČ-30 per l'impiego su torpediniere e di potenza pari a 1 050 hp
- AČ-30BF – versione potenziata dell'AČ-30B, con un peso di 1 280 kg e una potenza di 1 900 hp; 17 esemplari ottenuti dalla modifica di unità AČ-30B standard.
- TD-30B  – motore sviluppato nel dopoguerra e che condusse al motore TD11B per carri armati.
- M-850 – modifica del M50-T con una potenza di 1 090 hp utilizzato sul prototipo di carro pesante Объект 277.

## Velivoli utilizzatori
- Petlyakov Pe-8
- Yermolayev Yer-2
- Ilyushin Il-6